# Truttemer-le-Grand
Truttemer-le-Grand est une ancienne commune française, située dans le département du Calvados en région Normandie, devenue le 1er janvier 2016 une commune déléguée au sein de la commune nouvelle de Vire Normandie.
Elle est peuplée de 720 habitants.

## Géographie
La commune est au sud du Bocage virois. Son bourg est à 8 km à l'ouest de Tinchebray, à 9,5 km au sud-est de Vire et à 11 km au nord-est de Sourdeval.
La route départementale no 524 (ancienne route nationale 24bis), reliant Vire au nord-ouest à Tinchebray au sud-est, traverse le territoire. Le bourg, au sud-ouest, y est relié par la D 86 qui se prolonge vers Chaulieu et, au nord-est, permet de retrouver la D 512 Vire - Condé-sur-Noireau. Partant de la D 524 en limite sud-est, la D 309 mène à Bernières-le-Patry à l'est. Croisant la D 86 dans le bourg, la D 175 le relie à Maisoncelles-la-Jourdan au nord-ouest et à Truttemer-le-Petit au sud. Les accès les plus communs se font par la D 524 et, venant de Vire, par Maisoncelles-la-Jourdan.
Truttemer-le-Grand est sur la ligne de partage des eaux entre les bassins de la Vire et de l'Orne. La moitié occidentale du territoire verse ses eaux dans la Vire qui nait entre les communes de Truttemer-le-Petit et Chaulieu voisines et qui borde le territoire du sud au nord-ouest. Une demi-douzaine de courts affluents irriguent cette partie du territoire. La Diane, sous-affluent de l'Orne par le Noireau, prend sa source au nord-est du bourg et trace une longue diagonale vers le nord-est grossie de deux modestes affluents.
Le point culminant (302 m) se situe au nord, entre les lieux-dits la Bretonnière et la Cauvinerie. Le point le plus bas (197 m) correspond au passage, en limite nord-est du territoire, d'un court affluent de la Diane. La commune est bocagère.
Le climat est océanique, comme dans tout l'Ouest de la France. La station météorologique la plus proche est Caen-Carpiquet, à 53 km, mais Granville-Pointe du Roc est à moins de 60 km. Le Bocage virois s'en différencie toutefois pour la pluviométrie annuelle qui, à Truttemer-le-Grand, avoisine les 1 000 mm.
| Roullours (comm. nouv. de Vire Normandie)                                  | Roullours (comm. nouv. de Vire Normandie), Viessoix (comm. nouv. de Valdallière) | Viessoix (comm. nouv. de Valdallière)              |
| Maisoncelles-la-Jourdan (comm. nouv. de Vire Normandie)                    | Truttemer-le-Grand (comm. nouv. de Vire Normandie)                               | Bernières-le-Patry (comm. nouv. de Valdallière)    |
| Maisoncelles-la-Jourdan (comm. nouv. de Vire Normandie), Chaulieu (Manche) | Truttemer-le-Petit (comm. nouv. de Vire Normandie)                               | Truttemer-le-Petit (comm. nouv. de Vire Normandie) |

## Toponymie
Le nom de la localité est attesté sous les formes Trutemare, Troitemare en 1137 (livre blanc de Troarn) ; Tructemer en 1154 ; Turtemare en 1162 (bulle pour le Plessis-Grimoult) ; Trutimerum vers 1170 (ch. du Plessis-Grimoult) ; Turtuimare au XIIe siècle (ch. du Plessis-Grimoult) ; Troitemer en 1203 (magni rotuli, p. 94, 2) ; Troittemer en 1269 (cart. norm. no 767, p. 171) ; Troitemer vers 1350 ; Troutemer en 1494 ; Troutemer en 1610 (aveux de la vicomté de Vire) ; Legrang-Trutemer en 1675 (carte de Petite) ; Trudemer en 1758 (carte de Vaugondy).
Il s'agit d'une formation toponymique vraisemblablement médiévale qui serait composée de l'anthroponyme germanique Truto, et du scandinave mara « mare » ou du scandinave marr « marais ». Le mot *mara n'existe pas en scandinave (comprendre vieux norrois), mais marr « mer », substantif masculin (latinisé en mara dans les textes normands. cf. norvégien mar « mer » ; féroien marrur « vase, bourbe »). Il s'est sans doute croisé avec le vieil anglais (anglo-saxon) mere « mer, lac, étang, marécage », c'est pourquoi le normand mare a aussi le sens d’« étang », il est passé en français tardivement avec le sens qu'on lui connaît aujourd'hui. Truttemer peut représenter également le nom de personne germanique Trutmar[us] pris absolument.
René Lepelley à la suite d’Albert Dauzat, ainsi qu’Ernest Nègre qui ont formulé ses hypothèses, ne tiennent pas compte des formes anciennes du type Troitemare, Troit[t]emer, Tructemer pourtant récurrentes. L'élément Troite- est similaire à l'ancien nom de la truite, troite en vieux français (attesté au XIIe siècle), issu d'un bas latin tructa, et au vieil anglais truht « truite » (> anglais trout) et le nom de lieu anglais Troutbeck, Cumbria, Trutebek 1272 « ruisseau aux truites »,, comparer avec Trutemare 1137, Troutemer 1494, 1610). Ces formes impliquent le sens de « mare, étang aux truites », désignation d'un vivier à cet endroit. Les Troutebeck et Troutbeck britanniques ont leur correspondant exact dans la Cotentin avec le Trottebec (Troitebec 1476), affluent de la Divette
Le déterminant complémentaire le-Grand est mentionné au XVIIe siècle et résulte d’une scission de l’autre partie du village appelée aujourd’hui Truttemer-le-Petit.
Le gentilé est Truttemérien.

## Histoire
Au Moyen Âge, Truttemer était un prieuré-cure dépendant du prieuré du Plessis-Grimoult. La paroisse de Truttemer-le-Petit était desservie par un prêtre séculier présenté par le prieur-curé de Truttemer-le-Grand.
Le 1er janvier 2016, Truttemer-le-Grand intègre avec sept autres communes la commune de Vire-Normandie créée sous le régime juridique des communes nouvelles instauré par la loi no 2010-1563 du 16 décembre 2010 de réforme des collectivités territoriales. Les communes de Coulonces, Maisoncelles-la-Jourdan, Roullours, Saint-Germain-de-Tallevende-la-Lande-Vaumont, Truttemer-le-Grand, Truttemer-le-Petit, Vaudry et Vire deviennent des communes déléguées et Vire est le chef-lieu de la commune nouvelle.

## Politique et administration

### Liste des maires
| Période                                  | Période       | Identité             | Étiquette       | Qualité                                                                   |
| ---------------------------------------- | ------------- | -------------------- | --------------- | ------------------------------------------------------------------------- |
| Les données manquantes sont à compléter. |               |                      |                 |                                                                           |
| ca. 1937                                 |               | Alfred Halbout       | Union nationale | Conseiller général de Vire (1937 → 1940)                                  |
| Les données manquantes sont à compléter. |               |                      |                 |                                                                           |
|                                          |               | Georges Patard       |                 |                                                                           |
| janvier 1967                             | juin 1995     | Pierre Leconte       |                 | Menuisier, maire honoraire (1996) Chevalier de l'ordre national du Mérite |
| juin 1995                                | mars 2008     | Nadine Letellier     | SE              | Mère au foyer                                                             |
| mars 2008                                | mars 2014     | Michel Lepetit       | SE              | Électromécanicien                                                         |
| mars 2014                                | décembre 2015 | Pierre-Henri Gallier | SE              | Retraité Vice-président de la CC de Vire (2014 → 2015)                    |

Le conseil municipal était composé de quinze membres dont le maire et trois adjoints. Ces conseillers intègrent au complet le conseil municipal de Vire-Normandie le 1er janvier 2016 jusqu'en 2020 et Pierre-Henri Gallier devient maire délégué.

### Liste des maires délégués
| Période         | Période  | Identité             | Étiquette | Qualité                                 |
| --------------- | -------- | -------------------- | --------- | --------------------------------------- |
| 11 janvier 2016 | En cours | Pierre-Henri Gallier | SE        | Retraité Réélu pour le mandat 2020-2026 |

## Démographie
En 2022, la commune comptait 720 habitants. Depuis 2004, les enquêtes de recensement dans les communes de moins de 10 000 habitants ont lieu tous les cinq ans (en 2004, 2009, 2014, etc. pour Truttemer-le-Grand) et les chiffres de population municipale légale des autres années sont des estimations.
Truttemer-le-Grand a compté jusqu'à 1 163 habitants en 1831.
| 1793  | 1800 | 1806  | 1821  | 1831  | 1836  | 1841  | 1846  | 1851  |
| ----- | ---- | ----- | ----- | ----- | ----- | ----- | ----- | ----- |
| 1 084 | 812  | 1 101 | 1 163 | 1 178 | 1 117 | 1 059 | 1 107 | 1 047 |

| 1856  | 1861 | 1866 | 1872 | 1876 | 1881 | 1886 | 1891 | 1896 |
| ----- | ---- | ---- | ---- | ---- | ---- | ---- | ---- | ---- |
| 1 021 | 941  | 944  | 922  | 923  | 875  | 872  | 787  | 757  |

| 1901 | 1906 | 1911 | 1921 | 1926 | 1931 | 1936 | 1946 | 1954 |
| ---- | ---- | ---- | ---- | ---- | ---- | ---- | ---- | ---- |
| 737  | 728  | 728  | 624  | 628  | 602  | 635  | 577  | 588  |

| 1962 | 1968 | 1975 | 1982 | 1990 | 1999 | 2004 | 2009 | 2014 |
| ---- | ---- | ---- | ---- | ---- | ---- | ---- | ---- | ---- |
| 598  | 583  | 544  | 553  | 585  | 565  | 589  | 614  | 645  |

| 2018 | - | - | - | - | - | - | - | - |
| ---- | - | - | - | - | - | - | - | - |
| 643  | - | - | - | - | - | - | - | - |

## Lieux et monuments
- Église Saint-Martin (fin XIXe).

## Activité et manifestations

### Sports
L'Amicale sportive truttemérienne a fait évoluer une équipe de football en division de district jusqu'en juin 2011.

## Personnalités liées à la commune
- Gaston Poulain, évêque émérite de Périgueux (né en 1927 à Truttemer-le-Grand).